# Доротея Видинська
Доротея Видинська (сербохорв. Doroteja Vidinska / Доротеја Видинска, болг. Доротея Видинска), також відома як Доротея Болгарська (сербохорв. Doroteja Bugarska / Доротеја Бугарска, болг. Доротея Българска) або Дорослава (болг. і сербохорв. Дорослава / Doroslava; нар. невідомо — пом.. 1390) — болгарська царівна, баніца і перша королева Боснії; дружина першого короля Боснії Стефана Твртко I Котроманича.

## Життєпис
Доротея була донькою болгарського царя Івана Срацимира та Анни Бесараб, доньки волоського воєводи Миколи Олександра Бесараба. Народилася в місті Видин. Її батька в 1365 році було захоплено в полон угорцями, які захопили Видинське царство та правили там чотири роки.
Угорський король Людовік I відправив у замок Хумник всю царську родину: Доротею, її сестру і батьків. За версією таких істориків, як Мавро Орбіні або Младен Анчіч, Доротея залишалася заручницею і після звільнення свого батька, ставши придворною дамою угорської королеви Єлизавети Боснійської і королеви-матері Єлизавети Польської.
Невдовзі сестра Доротеї померла. Доротея ж завоювала довіру угорського короля, і він сприяв укладенню шлюбу Доротеї з боснійськім баном Твртко I, з двоюрідною сестрою якого він був одружений. 8 грудня 1374 року Доротея одружилась з Твртко I Котроманичем у Светі-Іліє (нині Ілінці) і отримала титул баніци Боснійської. 26 жовтня 1377 року її чоловік Мілешево був коронований королем Боснії і правителем всіх сербських земель, а Доротея, відповідно, стала королевою Боснії. Вона в присутності матері свого чоловіка і своєї свекрухи Олени Шубич приймала всі клятви, яких обіцяв дотримуватися чоловік.
Як дружина боснійського короля, Доротея стала однією з найвідоміших представниць європейської аристократії нарівні з представниками австрійських Габсбургів і графській династії Цілі.
Доротея померла в 1390 році. За офіційною версією, дітей вона не залишила; неофіційною версією, саме король Боснії Твртко II був її сином. Чоловік помер через рік, не встигнувши поріднитися з родиною Габсбургів.